# Bipes biporus
Bipes biporus är en ödleart som beskrevs av Cope 1894. Bipes biporus ingår i släktet Bipes och familjen masködlor. IUCN kategoriserar arten globalt som livskraftig. Inga underarter finns listade.
Arten förekommer endemisk på halvön Baja California i västra Mexiko. Den lever i halvöknar och andra torra landskap med sparsamt med buskar. Bipes biporus besöker även urbaniserade områden.